# Municipio de Rheiderland
El municipio de Rheiderland (en inglés: Rheiderland Township) es un municipio ubicado en el condado de Chippewa en el estado estadounidense de Minnesota. En el año 2010 tenía una población de 269 habitantes y una densidad poblacional de 2,98 personas por km².

## Geografía
El municipio de Rheiderland se encuentra ubicado en las coordenadas 44°55′39″N 95°17′59″O / 44.92750, -95.29972. Según la Oficina del Censo de los Estados Unidos, el municipio tiene una superficie total de 90.37 km², de la cual 90,36 km² corresponden a tierra firme y (0,01 %) 0,01 km² es agua.

## Demografía
Según el censo de 2010, había 269 personas residiendo en el municipio de Rheiderland. La densidad de población era de 2,98 hab./km². De los 269 habitantes, el municipio de Rheiderland estaba compuesto por el 97,77 % blancos, el 0,37 % eran afroamericanos, el 0,74 % eran asiáticos, el 0,37 % eran de otras razas y el 0,74 % eran de una mezcla de razas. Del total de la población el 0,37 % eran hispanos o latinos de cualquier raza.